# Cetonana
Cetonana là một chi nhện trong họ Trachelidae.

## Các loài
- Cetonana aculifera (Strand, 1916)
- Cetonana coenosa (Simon, 1897)
- Cetonana curvipes (Tucker, 1920)
- Cetonana laticeps (Canestrini, 1868)
- Cetonana lineolata (Mello-Leitão, 1941)
- Cetonana martini (Simon, 1897)
- Cetonana orientalis (Schenkel, 1936)
- Cetonana petrunkevitchi Mello-Leitão, 1945
- Cetonana setosa (Simon, 1897)
- Cetonana simoni (Lawrence, 1942)
- Cetonana tridentata (Lessert, 1923)